# Sabine Lautenschläger

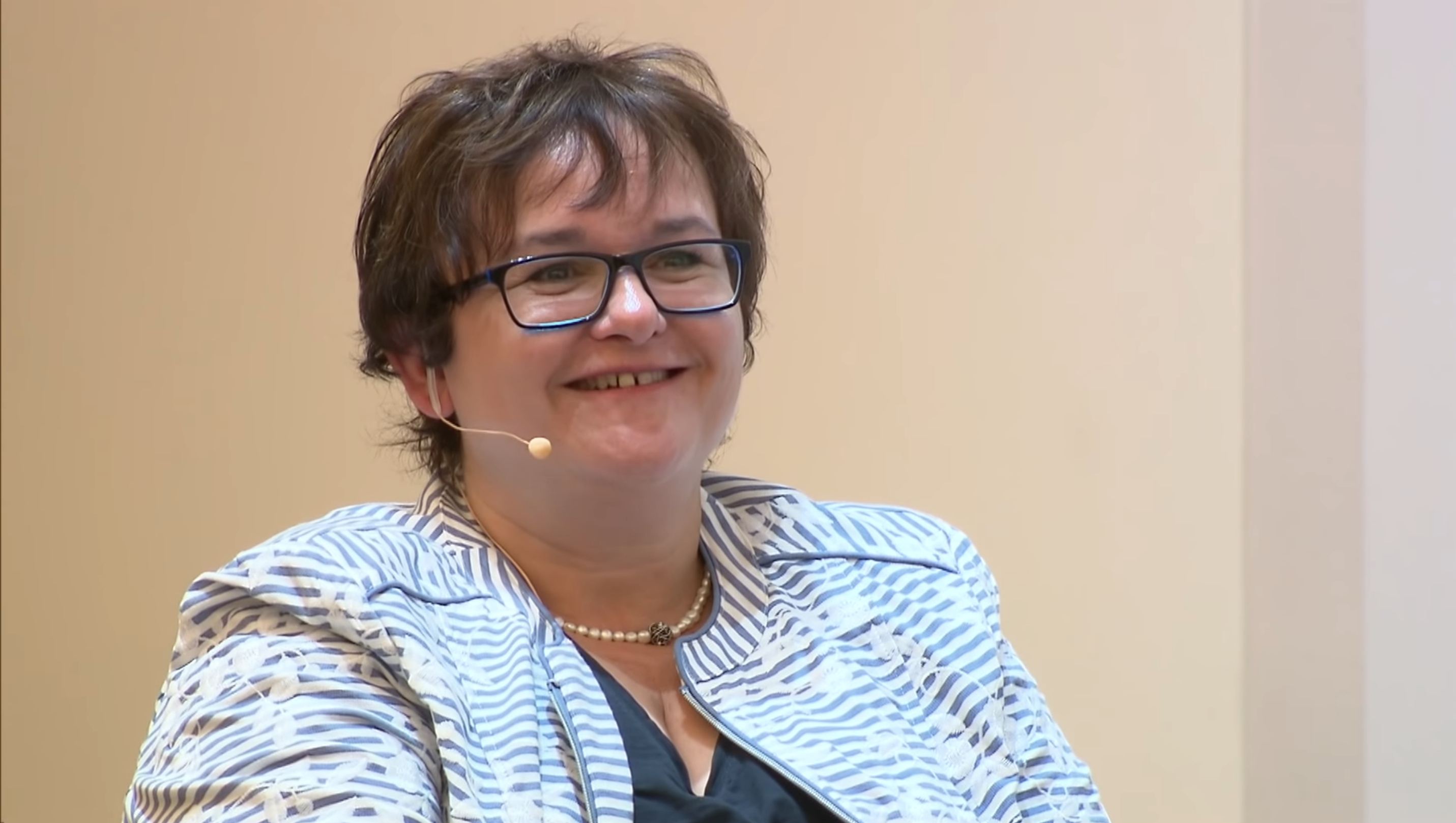
Sabine Lautenschläger, 2018

Sabine Lautenschläger-Peiter (* 3. Juni 1964 in Stuttgart) ist eine deutsche Juristin und war vom 27. Januar 2014 bis zum 31. Oktober 2019 Mitglied des Direktoriums der Europäischen Zentralbank (EZB). Sie war stellvertretende Vorsitzende der EZB-Bankenaufsicht von Februar 2014 bis Februar 2019 und Mitglied im Basler Ausschuss für Bankenaufsicht (2008–2019). Lautenschläger verzichtet üblicherweise auf den zweiten Teil ihres Nachnamens.

## Leben
Lautenschläger hat von 1984 bis 1990 Rechtswissenschaften an der Universität Bonn studiert und in dieser Zeit ein Praktikum am deutschen Generalkonsulat in Chicago absolviert. 1995 begann sie als Referentin beim Bundesaufsichtsamt für das Kreditwesen, einer Vorläuferinstitution der heutigen Bundesanstalt für Finanzdienstleistungsaufsicht (BaFin). Sie arbeitete dort kurz als Bankenaufseherin und wurde dann Pressesprecherin. Als die BaFin gegründet wurde, wurde sie auch deren Pressesprecherin und die rechte Hand des Präsidenten Jochen Sanio. 2005 wurde sie als Nachfolgerin von Uwe Traber, der im September 2004 die BaFin verließ, Abteilungsleiterin der Abteilung BA 1 („Aufsicht über Großbanken und ausgewählte Kreditbanken“).
Im Zuge der Organisationsreform der BaFin nach Korruptionsvorfällen wurde die Präsidialstruktur zugunsten einer Führung aus dem Präsidenten und vier ihm formal gleichgestellten Exekutivdirektoren abgeschafft. Lautenschläger wurde im April 2008 zur Exekutivdirektorin für Bankenaufsicht ernannt. Ein internes Protokoll der BaFin zeigt, wie sie maßgeblich am Bailout der Hypo Real Estate mitwirkte.
Am 1. Juni 2011 wechselte Lautenschläger als Vizepräsidentin zur Deutschen Bundesbank, wo sie bis zum 26. Januar 2014 für die Bereiche Banken und Finanzaufsicht sowie Revision zuständig war und als Mitglied in den Basler Ausschuss für Bankenaufsicht (BCBS) entsandt wurde.
Lautenschläger ist seit 1991 verheiratet und hat eine 1992 geborene Tochter.

## EZB-Direktorin
Ende Januar 2014 trat Lautenschläger ihr Amt als Direktorin der Europäischen Zentralbank an. Sie war die dritte Frau in diesem Gremium. Im September 2019 kündigte Lautenschläger ihren vorzeitigen Rücktritt aus der EZB zum 31. Oktober 2019 an. Lautenschläger galt als Kritikerin einer extrem lockeren Geldpolitik. Vor der letzten geldpolitischen Sitzung der Notenbank, die vor ihrer Ankündigung stattfand, hatte sich die Juristin gegen einen Neustart des Anleihekaufprogramms in Milliardenhöhe ausgesprochen. Dieses wurde dennoch zum 1. November beschlossen.

## Kritik
Im Februar 2020 berichtete die Süddeutsche Zeitung, dass Lautenschläger den Ehepartner ungewöhnlich oft auf Kosten der EZB mit auf Dienstreisen genommen habe. Dies sei aber nur bei repräsentativen Anlässen gestattet. Ob das zutreffe, entscheiden die jeweiligen Direktoren nach gewissen Kriterien selbst. Juristisch sei das Verhalten nicht zu beanstanden, es gebe aber Unmut innerhalb der EZB. Lautenschläger gab keinen Kommentar dazu ab.